# Petr Reidinger
Petr Reidinger (* 4. července 1968 Český Krumlov) je český herec.
Vyučil se elektrikářem, ale později pracoval jako kulisák v Národním divadle. Od roku 1991 je členem Divadla Járy Cimrmana, kde působil také nejprve jako kulisák, později i jako herec. Zároveň ztvárnil několik menších rolí ve filmech a seriálech.
Jeho bratr je český herec, klaun a divadelní pedagog Jiří Bilbo Reidinger.

## Divadelní role
- Afrika (Lele; Cyril Metoděj)
- Blaník (rytíř Hynek z Michle)
- Cimrman v říši hudby (asistent; inženýr Vaněk)
- České nebe (sv. Václav; maršál Radecký)
- Dlouhý, Široký a Krátkozraký (princezna Zlatovláska)
- Dobytí severního pólu (asistent; lékárník Vojtěch Šofr)
- Švestka (mladý vechtr Kamil Patka)
- Vyšetřování ztráty třídní knihy (asistent; inspektor)
- Hospoda Na mýtince (vězeň Kulhánek)
- Němý Bobeš (farář)
- Posel z Liptákova (Schmoranz)
- Vražda v salonním coupé (továrník Bierhanzel)
- Záskok (principál)

## Filmové role
- Tři bratři (pan Červený)
- Po strništi bos (četník)
- Betlémské světlo (magistr Veleba)

### Dokumentární filmy
- Život hledáčkem Petra Bruknera

## Seriálové role
- Ulice (učitel)
- Horákovi (dělník)
- Ohnivý kuře (host v restauraci)
- Ordinace v růžové zahradě 2
- Krejzovi